# St. Bernard's Football Club
St. Bernard's Football Club var en skotsk fodboldklub fra Edinburgh. Klubben blev grundlagt i 1878 som en aflægger fra Third Edinburgh Rifle Volunteers FC, som blev stiftet i 1874 efter at man havde overværet en opvisningskamp mellem Queen's Park og Clydesdale. Lederne af Third Edinburgh Rifle Volunteers begyndte imidlertid at anse klubben som en distraktion for medlemmerne, hvilket resulterede i, at den i 1878 blev løsrevet fra regimentet under navnet "St Bernard's", opkaldt efter den berømte St Bernard's-kilde Well ved bredden af Water of Leith, og som også indgik i klubbens logo.
St. Bernard's blev optaget i Scottish Football League i 1893 og sluttede sin første sæson i ligaen på en imponerende tredjeplads efter bl.a. at have besejret både Hearts og Rangers på udebane. Og den 20. april 1895 vandt St. Bernard's Scottish Cup for første og eneste gang, da holdet i finalen besejrede et meget ungt Renton-hold (kun to af holdets spillere var over 20 år) med 2-1.
Fodbold i Edinburgh blev dog domineret af de større klubber, Hearts og Hibernian, og St. Bernard's kunne med sine få midler til rådighed ikke forhindre, at klubbens bedste spillere blev opsnappet af engelske klubber. I 1900 rykkede klubben ned i Second Division efter at have tabt en testkamp til St. Mirren., og selvom St. Bernard's den efterfølgende sæson vandt Second Division, blev holdet ikke valgt til First Division af de andre klubber i ligaen. St. Bernard's vandt Second Division yderligere to gange – i 1907 og 1915, men ligesom i 1901 lykkedes det i begge tilfælde ikke at blive valgt til First Division.
Da anden verdenskrig brød ud i 1939 blev den skotske liga suspenderet, og i stedet spillede St. Bernard's i Eastern League. Klubben blev imidlertid ikke genvalgt til ligaen i 1943, og uden en liga at spille i blev det besluttet at lægge klubben i mølposen, indtil krigen var slut. Senere på året døde kulgrosserer Cooper, der havde støttet klubben økonomisk, og dødsboets kuratorer krævede hans lån til klubben tilbagebetalt med det samme. Dermed blev den nødt til at sælge sit eneste aktiv – hjemmebanen på Royal Gymnasium. Det betød, at klubben blev hjemløs, og derefter lykkedes det ikke at genrejse den.